# Selenops zumac
Espèce
Selenops zumac est une espèce d'araignées aranéomorphes de la famille des Selenopidae.

## Distribution
Cette espèce est endémique de l'État de São Paulo au Brésil,.

## Publication originale
- Corronca, 1996 : Tres nuevas especies de Selenops Latreille, 1819 (Araneae: Selenopidae) en América del Sur. Neotropica, vol. 42, p. 91-96.